# Canton d'Aurillac-III
Le canton d'Aurillac-III est un ancien canton français situé dans le département du Cantal et la région Auvergne-Rhône-Alpes. Modifié en 1982, il disparait avec le redécoupage cantonal de 2014.

## Histoire
Il est créé par un décret du 23 juillet 1973 qui substitue aux cantons d'Aurillac-Nord et Aurillac-Sud, les cantons d'Aurillac-I, Aurillac-II, Aurillac-III et Aurillac-IV. Il est constitué d'une fraction d'Aurillac et des cinq communes d'Arpajon-sur-Cère, Labrousse, Prunet, Vezac et Vezels-Roussy.
Le 20 janvier 1982, il est divisé entre la fraction de la commune d'Aurillac qui garde le même nom et les cinq autres communes qui sont regroupées, avec Teissières-lès-Bouliès, sous le nom de canton d'Arpajon-sur-Cère.

### Représentation

#### Liste des conseillers généraux
| Période | Période          | Identité           | Étiquette   | Qualité |
| ------- | ---------------- | ------------------ | ----------- | --- |
| 1973    | 1982             | Robert Meyronneinc | PS          | Médecin Maire d'Arpajon-sur-Cère (1959-1977). À partir de 1982, il est élu dans le canton d'Arpajon-sur-Cère. |
| 1982    | 1998 (démission) | Yvon Bec           | PS puis MDC | Ingénieur agronome Maire d'Aurillac de 1995 à 2001                                                            |
| 1998    | 2015             | Charly Delamaide   | PS          | Chef de service éducatif adjoint au maire d'Aurillac                                                          |

#### Résultats électoraux détaillés
- Élections cantonales de 2001 : Charly Delamaide (PS) est élu au 2e tour avec 47,07 % des suffrages exprimés, devant Yvon Bec(Majorité) (37,4 %) et Chantal Suc (RPR) (15,52 %). Le taux de participation est de 69,32 % (4 663 votants sur 6 727 inscrits)[4].
- Élections cantonales de 2008 : Charly Delamaide (PS) est élu au 1er tour avec 62,63 % des suffrages exprimés, devant Philippe Fabre (UDFD) (37,37 %). Le taux de participation est de 63,07 % (4 089 votants sur 6 483 inscrits)[5].

## Composition
De 1973 à 1982, il comprenait « la portion de territoire de la ville d'Aurillac délimitée par […] : avenue Gambetta, rue des Carmes, avenue des Pupilles, rue des Camisières, rue de Marmiesse (jusqu'à la limite de la commune), et à la suite de l'avenue Gambetta : avenue A.-Briand et route de Murat (jusqu'à la limite de la commune). » et cinq communes entières.
Composition de 1973 à 1982 :
1. fraction d'Aurillac
2. Arpajon-sur-Cère
3. Labrousse
4. Prunet
5. Vézac
6. Vezels-Roussy

À partir de 1982, il ne comprend plus que la fraction de la commune d'Aurillac.